# Dischidia
Dischidia es un género de plantas fanerógamas de la familia Apocynaceae. Comprende unas 80 especies conocidas que crecen como epifitas y son nativas de las zonas tropicales de China, la India y  de Indochina. Dischidia están estrechamente emparentada con el género hermano Hoya.  A diferencia de Hoya,  Dischidia es poco conocida y no ha sido estudiada profundamente.

## Descripción
La mayoría de las especies de Dischidia crecen en los nidos de hormigas arbóreas de diferentes especies y algunas han desarrollado una relación simbiótica donde la planta ha desarrollado hojas modificadas para que le proporcionen la vivienda o el almacenamiento a las hormigas.  De estas modificaciones de hojas hay dos tipos.  Tres especies se desarrollan en hojas abultadas desde la raíz que son huecas y llenas de estructuras. Estas son Dischidia complex Griff, Dischidia major (Vahl) Merr. y Dischidia vidalii Becc..  Todas producen hojas normales, además de las abultadas.  Estas hojas huecas se forman cuando los bordes exteriores de una hoja deja de crecer mientras que el centro de la hoja sigue creciendo.  Conforme pasa el tiempo los márgenes de las hojas se doblan para cerrar la brecha y se crea un pequeño agujero.
Un número de especies desarrollan hojas imbricadas que se mantienen firmemente en la superficie.  El envés de la hoja tiene un espacio que se llena de raíces que las hormigas pueden aprovechar.  Ejemplos de estas son las especies Dischidia astephana Scort. ex King & Gamble, Dichidia imbricata (BL)Steud. ex King & Gamble, y Dischidia platyphylla Schlecther,  pero hay muchas más.  Las plantas con este tipo de hábito de crecimiento a veces se llaman plantas Teja, que reciben este nombre porque las hojas tienden a superponerse al crecer hacia arriba o abajo de la superficie y dar la apariencia de tejas en el techo.
De las 80 especies del género, hay pocas en el cultivo generalizado. La lista de especies a continuación es una lista preliminar de especies que han sido nombrados en alguna fuente, pero no puede ser válidamente publicados. Para ello debe ser visto como una lista de trabajo. 

## Taxonomía
El género fue descrito por Robert Brown y publicado en Prodromus Florae Novae Hollandiae 461. 1810.

## Especies
| - Dischidia acuminata Costantin - Dischidia acutifolia Maingay - Dischidia apoensis Elmer. - Dischidia albida Griff. - Dischidia albiflora - Dischidia astephana Scort. ex King & Gamble - Dischidia australis Tsiang & P. T. Li - Dischidia balansae Costantin - Dischidia bengalensis Colebr. - Dischidia calva Pearson - Dischidia chinensis Champ. ex Benth. - Dischidia chinghungensis Tsiang & P. T. Li - Dischidia cleistantha Livsh. - Dischidia cochleata - Dischidia collyris Wall. - Dischidia cominsii Hook. - Dischidia complex Griff. - Dischidia cornuta Livsh. - Dischidia cristata - Dischidia diphylla Elmer - Dischidia dolichantha Schltr. - Dischidia dohtii Tran & Livsh. - Dischidia elmerii - Dischidia formosana Maxim. - Dischidia fruticulosa Ridley - Dischidia griffithii - Dischidia hirsuta Decne. - Dischidia imbricata (Blume) Decne. - Dischidia khasiana Hook.f. | - Dischidia irosenesis - Dischidia lancifolia Ridley - Dischidia lanceolata (Blume) Decne. - Dischidia latifolia - Dischidia littoalis - Dischidia livida - Dischidia longepedunculata - Dischidia major (Vahl) Merr. - Dischidia merrillii Becc. - Dischidia melanesica Fosberg - Dischidia milnei Hemsl. - Dischidia nummularia R.Br. - Dischidia oiantha - Dischidia ovata Benth. - Dischidia pilaselloides - Dischidia platyphylla Schlecther - Dischidia punctata Decne - Dischidia purpurea Merrill. - Dischidia rhombifolia - Dischidia rimicola Kerr - Dischidia rosea Schl. - Dischidia ruscifolia Decne. - Dischidia sagittata Decne. - Dischidia scortechinii King & Gamble - Dischidia singularis Craib - Dischidia sorsoganensis Elmer. - Dischidia superba Rintz - Dischidia tonkinensis - Dischidia truncata - Dischidia vadosa Rintz - Dischidia vidalii Becc. |